# Sønder Årslev Sogn
 Denne artikel omhandler Sønder Årslev Sogn. Der er også andre sogne med dette navn, se Årslev Sogn.
Sønder Årslev Sogn er et sogn i Århus Vestre Provsti (Århus Stift).
I 1800-tallet var Sønder Årslev Sogn anneks til Brabrand Sogn. Begge sogne hørte til Hasle Herred i Århus Amt. Brabrand-Sønder Årslev sognekommune blev ved kommunalreformen i 1970 indlemmet i Aarhus Kommune.
I Sønder Årslev Sogn ligger Sønder Aarslev Kirke.
I sognet findes følgende autoriserede stednavne:
- Fiskeparken (bebyggelse)
- Rætebøl (bebyggelse)
- Voldbæk (bebyggelse)
- Årslev (bebyggelse, ejerlav)
- Årslev Skov (bebyggelse)